# Toya mamurra
Toya mamurra är en insektsart som beskrevs av Ronald Gordon Fennah 1969. Toya mamurra ingår i släktet Toya och familjen sporrstritar. Inga underarter finns listade i Catalogue of Life.